# Beta Ursae Minoris
Désignations
Kochab (β Ursae Minoris / β UMi, Beta Ursae Minoris, Bêta de la Petite Ourse), dans la désignation de Bayer est une étoile, est située dans la constellation de la Petite Ourse. Il s'agit de la seconde étoile la plus brillante de cette constellation, d'où son autre nom Beta Ursae Minoris selon la désignation de Bayer, et de la 56e étoile la plus brillante du ciel nocturne, avec une magnitude apparente de +2,08.
Le radiant des Ursides est situé près de cette étoile.

## Nomenclature
Kochab, nom apparu fin du XVIe siècle, a été  approuvé l'Union astronomique internationale (UAI).
Ce nom ne vient pas de l'arabe kaucab-al-Shemali comme le pense Camille Flammarion, suivi par Richard Hinckley Allen, mais il résulte de la convergence de deux phénomènes. Le premier est l’altération du nom donné à α UMi, par transformation du /r/ en /k/ ‒ Rucaba > Kuca[b] , encore une fois par déplacement du nom الركبة al-Rukba, « le Genou », qui correspond, dans la représentation gréco-arabe, c’est-à-dire celle que les astronomes arabes ont emprunté aux Grecs au IXe siècle, à l’étoile θ UMa. Le second phénomène est l’influence, dans la recherche d’une origine hébraïque à ce nom arabe, chère aux philologues de la Renaissance, de kochab, graphie alors commune de la transcription de l’hébreu כוכב kokab [pron. : koχav], « étoile »,.
Kochab forme avec Gamma Ursae Minoris (Pherkad) un petit astérisme appelé, dans l'imaginaire populaire, les Gardes, soit les Gardiennes du Pôle (nord).
En Mésopotamie 
Cette étoile MAR.GÍD.DA.AN.NA = Eriqq samē , « Le Chariot céleste ». Nous pouvons le lire dans la Série MUL.APIN, le premier traité d'astronomie mésopotamienne, découvert à Ninive dans la bibliothèque d'Assurbanipal et datant au plus tard de 627 av. è. c.: DIŠ mul.MAR.GÍD.DA.AN.NA d.dam-ki-an-na, i.e. « Le Chariot céleste » pour une étoile identifiée à Beta Ursae minoris. Comme toute étoile, celle-ci est associée à un dieu, et c’est en l’occurrence la déesse Damkina, l’équivalent de la sumérienne DAM.GAL.NUN.NA, littéralement « l’Épouse du Grand Prince », ou NINKI, « Dame Terre ». Elle apparaît, dans Enūma Eliš, qui est l’Épopée de la création, compilée et mise en forme à la fin du XIIe av. è. c. à Babylone, quand Marduk , en lequel les Grecs verront l’équivalent de Zeus, conquit la prééminence sur les autres dieux : « Marduk fut mis au monde / Éa, son père, ‖ Et accoucha de lui / Sa mère, Damkina ». ENKI = Éa, est « le Maître de la Terre », le dieu de la Terre et des Eaux, de la Sagesse, de la Fertilité, celui qui a inventé l’écriture, le Gardien des Lois divines et le Créateur des êtres humains. Damkina est la déesse Mère, la mère de Marduk qui est, à cette époque devenu à Babylone le dieu principal dans lequel les Grecs verront,, qui, dans Enūma Eliš, engendra Marduk avec ENKI = Ea. On comprend la valeur symbolique donnée à cette étoile que son parcours circulaire au sommet de la coûte céleste permet de dominer cette dernière. Cette étoile est à l’origine de la figure de MAR.GÍD.DA.AN.NA = Eriqq samē, dont les Grecs ont hérité sous le nom d’Άμαξα. On sait en effet par Diogène Laërce que Callimaque de Cyrène (ca. 305-ca. 240) écrit à propos de Thalès de Milet (ca. 625- 620-ca. 548-545) : « C’est lui, dit-on, qui reconnut « la constellation du Chariot [Άμαξα dans le texte] / sur laquelle les Phéniciens règlent leur navigation. 

## Caractéristiques
Kochab est une étoile géante (classe de luminosité III) orange (type spectral K4) âgée d'environ trois milliards d'années (2,95 ± 1,03×109 a).

## Système planétaire
Beta Ursae Minoris est l'objet primaire d'un système planétaire dont l'unique objet secondaire connu est Beta Ursae Minoris b, une planète confirmée,. 

Beta Ursae Minoris b a été détectée par la méthode des vitesses radiales. Sa découverte a été annoncée en 2014. 

D'une masse minimale d'environ six fois celle de Jupiter (6,1 ± 1,0 MJ), elle tourne autour de Beta Ursae Minoris en environ 522 jours terrestres (522,3 ± 2,7 j).